# Robert H. Starr
Pour les articles homonymes, voir Starr.
 (juillet 2019).
 (septembre 2022).
La mise en forme du texte ne suit pas les recommandations de Wikipédia : il faut le « wikifier ».
Les points d'amélioration suivants sont les cas les plus fréquents :
- Les titres sont pré-formatés par le logiciel. Ils ne sont ni en capitales, ni en gras.
- Le texte ne doit pas être écrit en capitales (les noms de famille non plus), ni en gras, ni en italique, ni en « petit »…
- Le gras n'est utilisé que pour surligner le titre de l'article dans l'introduction, une seule fois.
- L'italique est rarement utilisé : mots en langue étrangère, titres d'œuvres, noms de bateaux, etc.
- Les citations ne sont pas en italique mais en corps de texte normal. Elles sont entourées par des guillemets français : « et ».
- Les listes à puces sont à éviter, des paragraphes rédigés étant largement préférés. Les tableaux sont à réserver à la présentation de données structurées (résultats, etc.).
- Les appels de note de bas de page (petits chiffres en exposant, introduits par l'outil «  Source ») sont à placer entre la fin de phrase et le point final[comme ça].
- Les liens internes (vers d'autres articles de Wikipédia) sont à choisir avec parcimonie. Créez des liens vers des articles approfondissant le sujet. Les termes génériques sans rapport avec le sujet sont à éviter, ainsi que les répétitions de liens vers un même terme.
- Les liens externes sont à placer uniquement dans une section « Liens externes », à la fin de l'article. Ces liens sont à choisir avec parcimonie suivant les règles définies. Si un lien sert de source à l'article, son insertion dans le texte est à faire par les notes de bas de page.
- La présentation des références doit suivre les conventions bibliographiques. Il est recommandé d'utiliser les modèles {{Ouvrage}}, {{Chapitre}}, {{Article}}, {{Lien web}} et/ou {{Bibliographie}}. Le mode d'édition visuel peut mettre en forme automatiquement les références.
- Insérer une infobox (cadre d'informations à droite) n'est pas obligatoire pour parachever la mise en page.

Pour une aide détaillée, merci de consulter Aide:Wikification.
Si vous pensez que ces points ont été résolus, vous pouvez retirer ce bandeau et améliorer la mise en forme d'un autre article.
Robert H. Starr (6 février 1924 – 15 juin 2009) est un ingénieur et designer américain. IL est le concepteur du plus petit avion Starr Bumble Bee II. Le Livre Guinness des records a décerné à The Bumble Bee le titre officiel de record du monde en 1985.

## Biographie
En 1950, M. Starr a été le pilote d'essai principal des plus petits détenteurs de records d'avion au monde, Sky Baby et JR. Le partenariat sur le projet Sky Baby a pris fin, mais il savait qu'il pourrait construire un avion plus petit plus stable. Ainsi, en 1980, à l'âge de 60 ans, il a conçu et construit le Bumble Bee I qu'il a volé le 28 janvier 1984. Il a apporté des modifications à sa conception, puis a construit le Bumble Bee II l'année suivante. Il a piloté le Bumble Bee II le 8 mai 1988 et a battu son précédent record. Au cours de l'un des vols subséquents du Bumble Bee II, le moteur est tombé en panne sous le vent. Le pilote Robert Starr a été grièvement blessé à la suite de l'atterrissage d'urgence.  Cependant, il a récupéré et le Bumble Bee II a été donné à une collection privée. L'avion détenteur du record du monde Bumble Bee I est exposé en permanence au Pima Air - Space Museum à Tucson, en Arizona.
Au fil des ans, M. Starr avait accumulé plus de 15 000 heures d'antenne, des Piper Cubs au F-86 Sabre Jet. Il a été pilote de chasse pendant la Seconde Guerre mondiale et a piloté des P-40's 51 avec le 14th Air Force Flying Tigers en Chine.
Après son service militaire, il a volé P-51, 44 et F-86 dans la California Air National Guard et a passé un an en service actif avec la défense aérienne au large de la côte sud de la Californie. Pendant son service avec le Commandement de la Défense Aérienne, il a été brouillé pour enquêter sur les bogies dans la portée radar au large de la côte californienne. D'après les mémoires de M. Starr .. "À plusieurs reprises, moi et mon ailier ont eu la confirmation visuelle de ce qui ne pouvait être décrit comme un OVNI, la plupart des objets en forme de cigare sans moyens visibles de propulsion et pourtant chaque fois que nous avons donné la chasse à plein régime, ils nous ont laissés derrière comme si nous étions immobiles. J'ai eu beaucoup d'expériences avec les observations d'OVNI pendant mon temps avec la Garde Nationale de l'Air.
Dans la vie civile, il avait participé à la plupart des plus grands salons aériens aux États-Unis et avait également été pilote d'essai pour des avions expérimentaux au fil des ans.